# Livré-sur-Changeon
Livré-sur-Changeon is een gemeente in het Franse departement Ille-et-Vilaine (regio Bretagne). De plaats maakt deel uit van het arrondissement Rennes. Livré-sur-Changeon telde op 1 januari 2022 1.737 inwoners.

## Geschiedenis en erfgoed
De romaanse Notre-Damekerk van Livré werd gebouwd in de elfde en twaalfde eeuw. Livré was een bezit van de Saint-Florentabdij in Saumur en vanuit deze benedictijnerabdij werd een priorij gesticht in het dorp. Livré was een marktplaats gelegen op de weg tussen Vitré en Saint-Malo. In de vroegmoderne tijd verlieten de benedictijnen Livré en jezuïeten namen hun plaats in. In het laatste kwart van de negentiende eeuw werden de kloostergebouwen van de priorij afgebroken om plaats te maken voor de bouw van een kerktoren en het creëren van een rondgang rond de kerk. Naast de kerk staat de voormalige tiendschuur uit de achttiende eeuw.

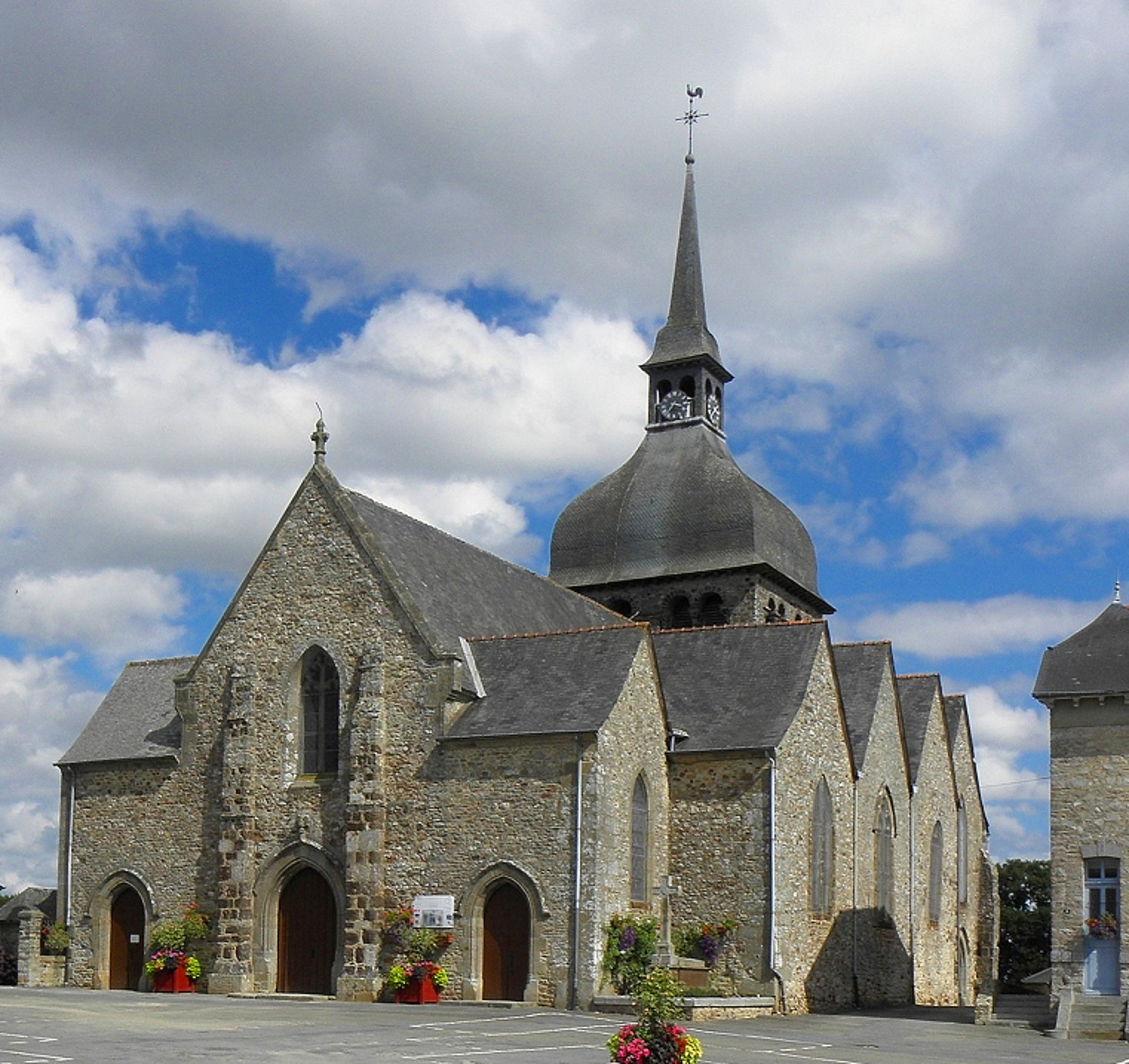
Notre-Damekerk

## Geografie
De oppervlakte van Livré-sur-Changeon bedroeg op 1 januari 2022 26,37 vierkante kilometer; de bevolkingsdichtheid was toen 65,9 inwoners per km². De Changeon, een zijrivier van de Veuvre, stroomt door de gemeente.

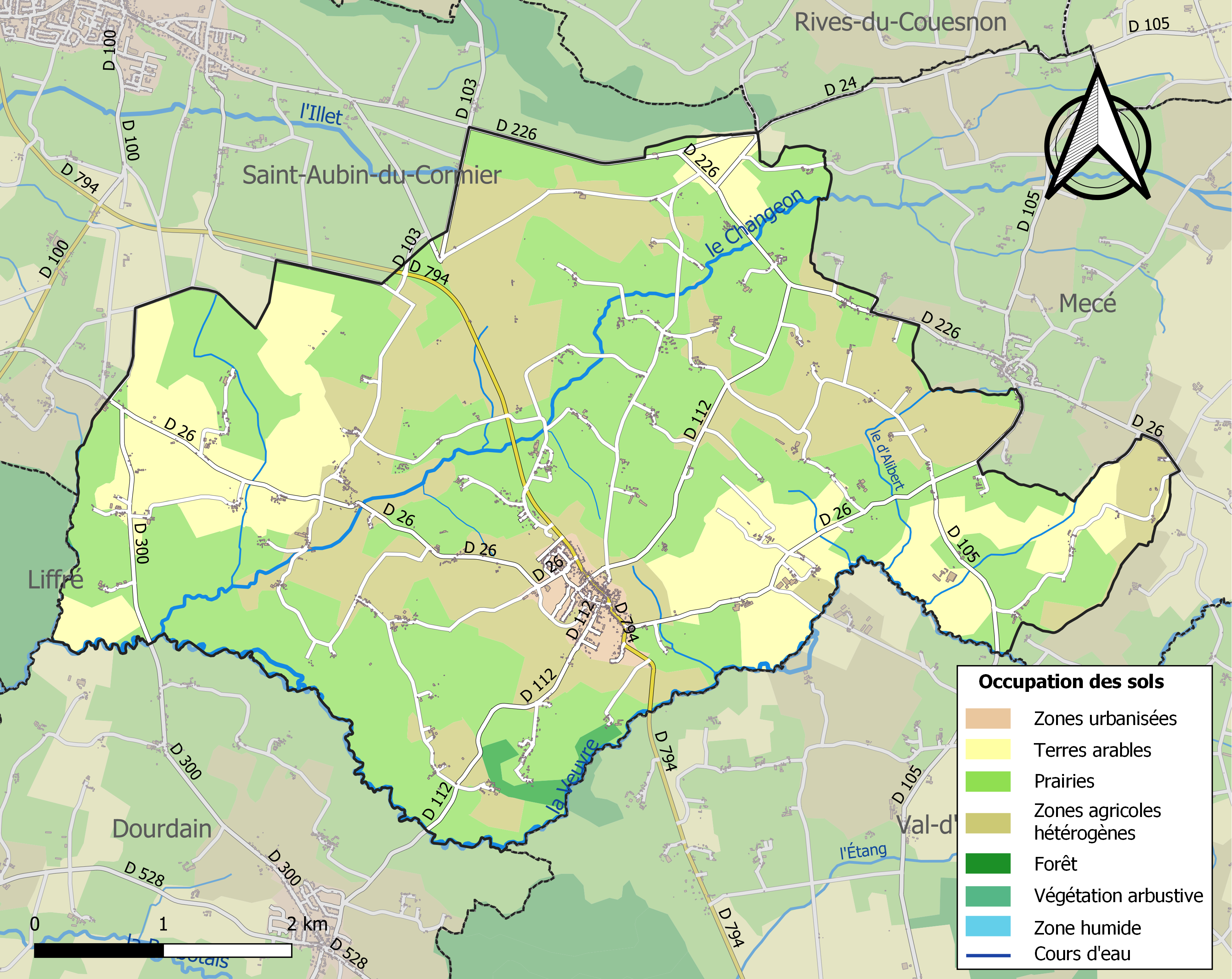
Kaart van de gemeente met belangrijkste infrastructuur, bodemgebruik en omliggende gemeenten

## Demografie
Onderstaande figuur toont het verloop van het inwonertal, bron: INSEE-tellingen. 